# Relaciones Japón-Serbia
Las relaciones entre los japoneses y serbios son las relaciones bilaterales entre los países de Japón y Serbia. Ambos países han firmado misiones diplomáticas el 20 de mayo de 1997. Japón tiene una embajada en Belgrado y, posteriormente, Serbia tiene una embajada en Tokio y un consulado honorario en Osaka.

## Historia
A finales del siglo XIX, Japón había pasado de ser un Estado insular pequeño y débil al Imperio, mientras que Serbia se independizó del Imperio Otomano y estableció el Reino de Serbia. A través de Rusia, Serbia había comenzado a establecer relaciones con Japón. Sin embargo, antes de 1914, ambos países no tenían ninguna relación oficial.

### Primera Guerra Mundial
En la Primera Guerra Mundial, después de la resistencia serbia con respecto al ejército austrohúngaro que invadía Serbia, Japón anunció la guerra a los Poderes Centrales a fines de 1914. Desde allí, Japón comenzó a enviar ayuda, materiales y suministros a Serbia a través del Mar Mediterráneo y Rusia, creciendo la relación entre los dos países. Japón también se opuso a lo que llamaron "ocupación brutal" por los austríacos y los búlgaros después de que invadieron Serbia en 1915. Después de eso, Japón centró sus acciones principalmente en Asia.

### Segunda Guerra Mundial
Sin embargo, en la Segunda Guerra Mundial, Serbia se convirtió en el Reino de Yugoslavia. Japón había apoyado a la Alemania Nazi y su aliado, haciendo que la relación entre los dos caiga al punto más bajo de su historia. Los funcionarios yugoslavos en Japón fueron expulsados de Japón, ya que Japón era parte del Eje. A partir de ahí, comenzaron las luchas entre Japón y Serbia, con mucha hostilidad entre ambos.
Hasta la rendición de Japón en 1945, Japón y Serbia mantuvieron una visión negativa de cada uno.

## Relaciones entre Yugoslavia y Japón
Josip Broz Tito asumió el poder después del colapso del Reino y rápidamente restauró las relaciones con Japón, que ahora se estaba desmoronando. Tito fue visto como amigable y bueno con Japón, ya que Tito, a diferencia de otros líderes comunistas, no se puso del lado de nadie en ese momento. En 1968, el Mariscal Tito visitó Japón, donde fue recibido por el emperador Hirohito y el primer ministro Eisaku Sato. Al igual en 1972, el príncipe Akihito y su esposa Michiko visitaron Belgrado; en 1976, el príncipe Akihito volvería a reunirse con el presidente Tito en Yugoslavia. Japón y Yugoslavia firmaron su primer tratado de amistad a fines de la década de 1950, y sus relaciones hasta el colapso de Yugoslavia en 1991 fueron espectaculares. En 2011 el Emperador Akihito recibió en Tokio al presidente serbio Boris Tadic, esto debido a que Serbia apoyo a Japón durante el Tsunami de Japón de 2011.